# Калексико (аэропорт)
Международный аэропорт Калексико (англ. Calexico International Airport), (ИАТА: CXL, ИКАО: KCXL, FAA LID: CXL) — государственный гражданский аэропорт, расположенный в 1,6 километрах к западу от центра делового района города Калексико, округ Импириал (Калифорния), США.
Аэропорт находится в собственности города Калексико и главным образом обслуживает рейсы авиации общего назначения.

## Операционная деятельность
Международный аэропорт Калексико занимает площадь в 104 гектара, расположен на высоте 1 метр над уровнем моря и эксплуатирует одну взлётно-посадочную полосу:
- 8/26 размерами 1426 х 23 метров с асфальтовым покрытием.

В период с 31 декабря 2003 по 31 декабря 2004 года Международный аэропорт Калексико обслужил 12 240 операций по взлётам и посадкам воздушных судов (в среднем 33 операции ежедневно), из которых 93 % пришлось на авиацию общего назначения 7 % — на рейсы аэротакси. В данный период в аэропорту базировалось 23 самолёта, из них 83 % — однодвигательные и 17 % — многодвигательные.